# Ligne du Rhin à Ettenheimmünster
 (novembre 2019).
Si vous disposez d'ouvrages ou d'articles de référence ou si vous connaissez des sites web de qualité traitant du thème abordé ici, merci de compléter l'article en donnant les références utiles à sa vérifiabilité et en les liant à la section « Notes et références ».
La ligne du Rhin à Ettenheimmünster est un chemin de fer d'intérêt local mise en service le 22 décembre 1893 par un consortium constitué de l'entreprise de construction et d'exploitation ferroviaire Vering & Waechter, de la Mitteldeutsche Creditbank (de) et de Moritz von Cohn (de). Elle a intégré le réseau de la Deutsche Eisenbahn-Betriebsgeselleschaft AG le 1er avril 1899.

## Histoire
Si les deux extrémités n'étaient desservies que 3 à 5 fois par jour, la partie centrale de la ligne, entre Orschweier et Ettenheim, l'était deux fois davantage. Lors de la crise qui a suivi la Première Guerre mondiale, l'exploitant a tenté de rationaliser l'exploitation. Il a d'abord mis fin à tout service sur la partie ouest de la ligne, soit environ la moitié de sa longueur, à compter du 24 octobre 1921 — mais tout trafic avait déjà cessé dès 1918 entre Kappel et la rive du Rhin : le retour de l'Alsace à la France ayant annulé tout trafic entre les deux rives.
Côté Est, le « petit train Orschweier - Ettenheimmünster » a été transformé en ligne à voie normale. Fermée pour travaux le 6 août 1922, la ligne a rouvert jusqu'à Ettenheim le 17 septembre 1922, jusqu'à Münchweier le 21 janvier 1923 et jusqu'au terminus le 11 décembre 1927.
La ligne a dès lors survécu plusieurs décennies, au-delà de la Seconde Guerre mondiale. Le trafic voyageurs, préalablement complété par une desserte par voie routière, a été arrêté au début de l'horaire d'été 1954.
La ligne a été fermée au trafic marchandises le 18 août 1957 au-delà d'Ettenheim et le trafic résiduel a cessé le 31 août 1966. La ligne était entre temps passé propriété de la Südwestdeutsche Eisenbahn-Gesellschaft (SWEG) depuis 1963.

## Tracé
La ligne débute sur les rives du Rhin, face à la ville alsacienne de Rhinau, alors reliée par une ligne de tramway à Strasbourg. Le fleuve se traverse à cet endroit par un bac.
La ligne se dirige ensuite vers l'est, vers Orschweier — aujourd'hui quartier de la commune de Mahlberg — où elle rencontre la dorsale badoise reliant Offenbourg à Fribourg-en-Brisgau. Elle poursuit toujours vers l'Est et la Forêt-Noire, traverse Ettenheim où se trouvait le dépôt de la ligne, et atteint son terminus à Ettenheimmünster.